# Bistum Kalyan
Das Bistum Kalyan (lateinisch Dioecesis Callianensis) ist eine Diözese der mit der römisch-katholischen Kirche unierten syro-malabarischen Kirche in Indien. Es ist eine Suffragandiözese des Erzbistums Bombay.

## Geschichte
Das Bistum wurde am 30. April 1988 aus Gebieten des Erzbistums Bombay errichtet. Erster Bischof war Paul Chittilapilly.

## Bischöfe von Kaylan
- Paul Chittilapilly (1988–1996)
- Thomas Elavanal MCBS (seit 1996)